# Bit Zamani

Bit Zamani var ett arameiskt kungarike med Amid (Diyarbakir) som centrum, som var en av fyra arameiska stater som gränsade till Assyrien.

## Historik
Lite är känt om detta kungarike men det nämns ofta i assyriska källor. Assurnasirpal II plundrade riket och hävdar i en krönika:
"Jag fick 460 seldonsförsedda vagnar, utrustning till trupper och hästar, 460 seltränade hästar, 2 pund silver, 2 pund guld, 100 pund tenn, 200 pund brons, 300 pund järn, 1000 bronsgrytor, 2000 förvaringskärl av brons, skålar, bronsbehållare, 1000 broderade klädesplagg av linne, fat, kistor och soffor av elfenben dekorerade med guld".
Vad som är särskilt intressant med krönikan är att den ger en idé om den materiella kulturen och om Bit Zamanis välstånd vid den här tiden. 
Den assyriska kungen Tukulti-Ninurta II (890–884 f.Kr) segrade över Amme Ba'li, och gick sedan med på ett avtal med honom, vilket resulterade i att Bit-Zamani blev allierad och vasallstat till Assyrien. Amme Ba'li var kvar vid makten, men från det ögonblicket behövde han stödja Tukulti-Ninurta II under dennes militära expeditioner till övre Tigris mot hurriterna och urartikerna i Nairi för att undvika hotfulla konflikter med assyrierna. Under Assurnasirpal II:s  (883–859 f.Kr.) regering blev Amme Ba'li år 879 f.Kr. mördad av en adelsman från Bit Zamani vid namn Bur-Ramman under ett uppror, vilket ledde till att denne övertog tronen.
Detta möttes med en snabb reaktion från Assurnasirpal II, som hittade en ursäkt för att invadera Bit Zamani, och starta uppror och sedan flå Bur-Ramman levande. Den assyriska kungen utsåg Ilan, Bur-Rammans bror, till Bit Zamanis ledare. Först var han trogen mot den assyriska kungen, men senare startade han uppror mot honom som tvingade Assurnasirpal II att invadera Bit-Zamani år 866 f.Kr.